# Rosita (Texas)
Pour les articles homonymes, voir Rosita.
Rosita est une census-designated place située dans le comté de Maverick, dans l’État du Texas, aux États-Unis. Sa population s’élevait à 2 704 habitants lors du recensement de 2010.